# Hofweinzier
Hofweinzier ist ein Stadtteil von Bogen im niederbayerischen Landkreis Straubing-Bogen. Der Weiler liegt circa eineinhalb Kilometer östlich von Bogen und ist über die Staatsstraße 2139 zu erreichen. 
Am 1. Januar 1971 kam Hofweinzier als Ortsteil der ehemals selbständigen Gemeinde Bogenberg zu Bogen.